# 天字第一號 (1964年電影)
《天字第一號》為台灣於1964年由張英導演與製作的台語諜報片（也有國語版），翻拍1945年在上海極轟動的同名電影。

## 概述
敘述民國二十年（1931年）間，九一八事變爆發，日軍侵佔東三省時，少女翠英隨父流亡關內，靠賣唱為生，途中結識青年周凌雲，因行旅匆匆，即告分別。民國二十六年（1937年），中日戰爭爆發，李氏父女再度逃亡，途中李父被日機炸死，叮囑翠英國仇家恨，必圖報復。翠英一人逃抵上海，憑天賦側身舞場演唱維生。是時凌雲亦抵上海，兩人劫後重逢，雙雙墜入愛河。孰料情海揚波，翠英委身嫁給垂涎她許久的漢奸陳兆群，凌雲含怨出國。陳兆群主持特務機關，為「天字第一號」焦頭爛額，限令拘捕卻徒勞無功。
凌雲返國投靠姑父擔任偽職，才知昔日情侶翠英成為續弦姑媽。陳兆群屬意凌雲為女兒愛麗之佳婿，愛麗不滿其父所為，私下協助抗日份子趙教授脫逃，引起陳之爪牙萬里風懷疑，搜查府第，發現凌雲私藏有發報機。一向行動神秘的的老管家緊急向凌雲示警，千鈞一髮之際，翠英用連環妙計送走凌雲﹑愛麗，消滅萬里風，手刃陳兆群，漢奸伏法之際，才知翠英就是令他聞風喪膽的「天字第一號」。